# Elatostema menglunense
Elatostema menglunense là loài thực vật có hoa trong họ Tầm ma. Loài này được W.T.Wang & G.D.Tao mô tả khoa học đầu tiên năm 1996.